# Jaguar XJ (X300)
https://en.wikipedia.org/wiki/Jaguar_AJ6_engine#AJ16https://en.wikipedia.org/wiki/Jaguar_AJ6_engine#AJ16
Jaguar XJ typ X300 je luxusní sedan britského výrobce Jaguar Cars. Na podzim roku 1994 nahradil předchozí model XJ40. Vyráběl se do roku 1997, kdy byl nahrazen typem X308.
Model X300, poprvé představený na autosalonu v Paříži, znamenal návrat řady XJ k designu původní první generace (Série I.-III.), jejíž vzhled byl v roce 1986 značně pozměněn s příchodem modelu XJ40. X300 dostal oproti předchůdci nižší masku chladiče s tradičními čtyřmi samostatnými světlomety, přepracovanými předními i zadními nárazníky, lakované v barvě vozu i odlišné zadní svítilny a došlo také ke zlepšení dílenského zpracování. Přestože i nadále design vozu v mnohém připomínal své předchůdce, všechny vnější panely karoserie byly nové. Celkově pátá generace XJ byla prvním novým modelem značky Jaguar, vedená pod koncernem Ford, který firmu získal v roce 1989.
X300 zdědil po XJ40 šestiválcové motory AJ s objemy 3,2 a 4,0 litru, dostály však modernizace, díky nimž byly přejmenovány na AJ16. Motor AJ16 zdvihového objemu 4,0 litru debutoval ve sportovním modelu XJS. V nabídce zůstal i osvědčený vidlicový dvanáctiválec o objemu 6,0 litru.
Nejvýznamnější novinkou v modelové paletě Jaguaru X300 představoval model XJR, který dostal pod kapotu revidovaný motor AJ16 4,0 litru s novou hliníkovou hlavou a přeplňovaný kompresorem Roots, jenž poskytoval výkon 326 koní (240 kW). Čtyřdveřový sedan s tímto motorem dokázal vyvinout rychlost až 250 km/h (155,3 mil/h).
V roce 1995 se začala nabízet také prodloužená verze standardní limuzíny, jejíž rozvor byl prodloužen o 12,5 cm. Toto dlouhé provedení se stalo základem pro modely značky Daimler, které byly již tradičně nabízeny jako stylová a luxusnější varianta běžného XJ, přičemž bylo na žádost možné i dodání vozu s kratším rozvorem. Pod značkou Daimler se prodávala speciální jubilejní edice, nazvaná Century (Století), která vznikla na počest 100. výročí založení této britské značky.